# Mateusz Bryk
Mateusz Bryk (* 24. August 1989 in Jastrzębie-Zdrój) ist ein polnischer Eishockeyspieler, der seit 2023 erneut beim GKS Tychy in der Polska Hokej Liga unter Vertrag steht.

## Karriere
Mateusz Bryk begann seine Karriere als Eishockeyspieler beim JKH GKS Jastrzębie in seiner Geburtsstadt, für den er 2006 in der I liga debütierte. 2008 stieg er mit dem Klub in die Ekstraliga auf, in der er für den Verein bis 2015 auf dem Eis stand. 2013 gewann er mit dem Klub den polnischen Pokalwettbewerb und holte damit den ersten großen Erfolg in die oberschlesische Stadt. Im selben Jahr erreichte mit seiner Mannschaft auch erstmals das Playoff-Finale um die polnische Eishockeymeisterschaft, das jedoch gegen den KS Cracovia knapp mit 3:4 Siegen verloren ging. Auch 2015 erreichte er mit Jastrzębie das Playoff-Endspiel. Diesmal musste er sich mit seiner Mannschaft dem GKS Tychy mit 2:4 Siegen geschlagen geben. Anschließend wechselte zu ebendiesem Klub und gewann mit ihm zunächst 2017 den polnischen Pokalwettbewerb und ein Jahr später das Double aus Meisterschaft und Pokalsieg. Auch 2019 und 2020 wurde er Tychy Meister. 2020 kehrte nach Jastrzębie zurück und gewann mit dem Klub aus seiner Heimatstadt 2021 erneut den polnischen Meistertitel. Seit 2023 spielt er wiederum in Tychy.

### International
Für Polen nahm Bryk im Juniorenbereich an der U20-Weltmeisterschaft der Division I 2009 teil. Im Seniorenbereich stand er im Aufgebot seines Landes zunächst bei den Weltmeisterschaften der Division I 2013 und 2015, als er im entscheidenden Spiel um den Aufstieg gegen Ungarn gut drei Minuten vor Schluss den Ausgleich erzielte und damit die Hoffnung auf den Aufstieg in die Top-Division wachhielt. Da die Ungarn jedoch sechs Sekunden vor Schluss den 2:1-Siegtreffer erzielten, stiegen diese schlussendlich auf. Auch 2016, 2017, 2018, 2019 und 2022 spielte er mit den Polen bei der Weltmeisterschaft in der Division I. Zudem vertrat er seine Farben bei den Qualifikationsturnieren für die Olympischen Winterspiele 2018 in Pyeongchang und 2022 in Peking sowie beim Beat Covid-19 Ice Hockey Tournament, das im Mai 2021 im slowenischen Ljubljana ausgetragen wurde.

## Erfolge und Auszeichnungen
- 2013 Polnischer Pokalsieger mit dem JKH GKS Jastrzębie
- 2017 Polnischer Pokalsieger mit dem GKS Tychy
- 2018 Polnischer Meister und Pokalsieger mit dem GKS Tychy
- 2019 Polnischer Meister mit dem GKS Tychy
- 2020 Polnischer Meister mit dem GKS Tychy
- 2021 Polnischer Meister mit dem JKH GKS Jastrzębie
- 2022 Aufstieg in die Division I, Gruppe A, bei der Weltmeisterschaft der Division I, Gruppe B

## Ekstraliga/PHL-Statistik
(Stand: Ende der Saison 2022/23)